# Казанцев Анатолій Вікторович
Анато́лій Ві́кторович Каза́нцев (рос. Анатолий Викторович Казанцев; нар. 16 (29) лютого 1912, Тамбов, Російська імперія — пом. 14 липня 2000, Київ) — радянський і український живописець. Член НСХУ (1951). Чоловік Ніни Ган.

## Життєпис
Учасник Другої світової війни з квітня 1942 року, лейтенант інтендантської служби, зав. діловодством — казначей 376-ї окремої транспортної роти 51-го укріпленого району.
У 1950 році закінчив Київський художній інститут (викл.: К. Єлева, Ф. Кричевський, Т. Яблонська). Працював викладачем Київського художньо-промислового технікуму. З 1975 року — на творчій роботі.
Учасник різноманітних мистецьких виставок від 1938 року. Персональні виставки: Москва (1951), Пенза (1952), Тамбов (1953), Тбілісі (1954). Створював портрети, натюрморти, пейзажі у реалістичному стилі.
Співавтор та ілюстратор методичного посібника «Малювання з натури» (К., 1971), оформив книгу «Курс пластичної анатомії» Н. Ган (К., 1965).
Окремі роботи митця зберігаються в музеях Києва, Львова, Батумі, Риги, Пензенській картинній галереї, ДТГ (Москва).

## Нагороди і почесні звання
Нагороджений орденом Вітчизняної війни 2-го ступеня (11.03.1985) і медалями.
Лауреат Сталінської премії (1951).

## Твори
Живопис:
- «Батумі» (1944)
- «Капандибі» (1945)
- «Генерал-майор Г. Квахадзе» (1946)
- «Гобелен готовий» (1949)
- «Сталін із матір'ю» (1950)
- «Вулиця в Гурзуфі» (1955)
- «Біля річки» (1956)
- «Ранок у Гурзуфі» (1956)
- «Свято зими» (1958)
- «Люба» (1959)
- «Натюрморт» (1960)
- «Море» (1960)
- «Гурзуф» (1961)
- «Сонячний день» (1961)
- «Вишивальниця Л. Панченко» (1961)
- «Тбілісі. У парку» (1962)
- «Спекотний день» (1962)
- «Український натюрморт» (1963)
- «Піони» (1963)
- «Передовик виробництва Г. Мандрик» (1965)
- «Біля моря» (1969)
- «Вишивальниці» (1969)
- «Великому Кобзарю» (1969)
- «Зв'язківець Марічка» (1970)
- «Будинок А. Чехова в Гурзуфі» (1971)
- «Африканський натюрморт» (1972)
- «Ю. Гагарін» (1973)
- «Київ соціалістичний» (1973)
- «Українська кераміка» (1973)
- «Дітвора» (1977)
- «Щастя матері» (1978)
- «До свята» (1978)
- «Біля стін фортеці» (1979)
- «Рядовий Г. Зінченко» (1979)
- «Дніпре мій» (1980)
- «У парку» (1980)
- «Жито дозріло» (1980)
- «Трамвайна зупинка» (1984)
- «Седнів» (1987)
- «Юний музикант» (1988)